# APB: All Points Bulletin
APB: All Points Bulletin (Ook gekend als APB: Reloaded) is een online MMO-computerspel voor de pc, uitgegeven door het in Amerika gevestigde computerspellenbedrijf Gamersfirst.
Het spel is gebaseerd op een gevecht in een stad tussen politie en criminelen. Spelers kiezen een van deze twee kanten en vormen groepen om tegen elkaar te vechten. De vormgeving van het spel werd geleid door David Jones, de maker van het originele Grand Theft Auto en Crackdown.
Op 16 november 2010 verklaarde K2 Network (Gamersfirst) dat Reloaded Productions, Inc., een dochteronderneming, het Internationaal privaatrecht (IPR) voor de massively multiplayer online third-person shooter had verkregen. Het spel werd herdoopt als APB: Reloaded en maakte zijn intrede in de eerste helft van 2011.

## Geschiedenis
Een gesloten bèta (pc) voor het spel begon op 19 oktober, 2009. APB is op 29 juni 2010 in Noord-Amerika verschenen en op 1 juli in Europa uitgebracht. Op 17 september 2010 werden de servers vroegtijdig uit de lucht gehaald, omdat de curatoren van ontwikkelaar Realtime Worlds er niet in zijn geslaagd om All Points Bulletin te verkopen.

## APB: Reloaded
Op 11 november 2010 kocht K2 Network APB voor 1,5 miljoen pond. Op 16 november 2010 verklaarde K2's dochteronderneming, Reloaded Productions, dat APB wordt hernoemd naar APB Reloaded en opnieuw uitgegeven wordt in het eerste helft van 2011 als een gratis te spelen game.
Op 18 mei 2011 zou APB: Reloaded officieel in Open Beta gaan, maar dit werd op de laatste minuut uitgesteld door een fout die de spelers elke twee uur liet crashen. De open beta ging dan uiteindelijk toch open op 23 mei 2011.

## Gameplay
Het spel speelt zich af tijdens onze moderne tijd, in de fictieve stad San Paro waar er een constant gevecht is tussen "Enforcers (Politie)" en "Criminals (Criminelen)". De speler moet kiezen voor welke kant hij strijdt. De twee kanten vechten om de controle van San Paro en spelers hebben zowel offensieve als defensieve taken.

### Missies
In het spel kunnen missies uitgevoerd worden waarmee geld kan worden verdiend. Criminelen kunnen bijvoorbeeld een winkel beroven. Het spel zoekt vervolgens politiespelers met ongeveer dezelfde vaardigheid en die vervolgens proberen de criminelen tegen te werken door ze te arresteren of te doden.

### Aanpassen
Met het geld dat in het spel verdiend wordt kunnen wapens en voertuigen gekocht en verbeterd (geüpgraded) worden. Ook het uiterlijk van het spelpersonage kan aangepast worden. De speler kan zijn of haar personage ook helemaal aanpassen. Dat wil zeggen, tatoeages ontwerpen en zetten, stickers voor de auto creëren en eigen mode ontwikkelen

### Voortgang
APB beweerde dat het de eerste Massively multiplayer online game was waarbij het ontwikkelen van het personage vooral wordt bepaald door de vaardigheid van de speler en niet door de tijdsinvestering.
Vanwege geldproblemen is het spel op 17 september uit de lucht gehaald. Het werd rond eind 2010 overgenomen door Gamersfirst, waardoor het spel nu gratis te spelen is.

### Voice Chat
Bij GDC 2009 was er aangekondigd dat Vivox het spel met stem chat zou voorzien. Met deze feature is het mogelijk om via een microfoon met elkaar te praten als spelers bij elkaar in de buurt zijn in het spel.

## Trailer
De muziek in de trailer van APB kwam van de Audio Bullys and heet Gimme That Punk (12 Inch Mix). Dit nummer werd uitgebracht in 2008 door Vizo Records, het eigen label van Audio Bullys.
Een tweede officiële trailer werd uitgebracht met de soundtrack Johnny Got A Boom Boom door Imelda May.

## Betalingssysteem
APB gebruikte een betalingssysteem dat afwijkt van de meeste andere MMORPG's. Bij andere spellen wordt per maand betaald en is er ongelimiteerde toegang tot het spel. Bij APB kunnen RTW Points gekocht worden, met deze punten kon vervolgens speeltijd gekocht worden. Het was mogelijk om uren speeltijd te kopen of ongelimiteerde toegang voor bijvoorbeeld een maand. Door dit systeem was het spel goedkoper voor spelers die weinig tijd hebben om te spelen, aangezien zij niet verplicht werden om maandelijks te betalen.
APB: Reloaded wordt een free-to-play spel met de mogelijkheid tot abonneren en het gebruik van G1 credits in de Gamersfirst 'cash-shop'.